# George Hammond
Generálporučík (dříve generálmajor) George Hammond byl fiktivní postavou ve sci-fi seriálu Stargate SG-1. Hammond byl vdovec, jeho žena zemřela na rakovinu. Má vnučky Kaylu a Tessu. Mistr Bra'tac jej oslovoval Hammond z Texasu. Tuto postavu ztvárnil herec Don S. Davis.

## Velitel SGC
Generál Hammond byl převelen na projekt hvězdné brány poté, co se myslelo, že hvězdná brána už nikam nevede, projekt byl přerušen a většina osazenstva byla odvelena jinam. Potom, co z nepoužívané Hvězdné brány vnikl do komplexu v Cheyennské hoře Apophis a zabil několik vojáků amerického letectva Hammond povolal plukovníka O'Neilla zpět do služby a sestavil tým SG-1. Přestože O'Neill si nejdříve generála neoblíbil, a to především kvůli jeho úmyslu poslat atomovou bombu na Abydos, již během prvních operací rozpoznal generálovu moudrost a později se stali přáteli.
Generál naprosto důvěřoval všem svým podřízeným a vždy je podporoval v řešení jejich problémů. Stejně tak veškeré osazenstvo základny nedalo na generála Hammonda dopustit a při pokusech NID o převzetí kontroly nad SGC prostřednictvím nového velícího důstojníka se vždy postaralo o jeho bezpečné navrácení do funkce. Jeho dvě vnučky NID použila k jeho vydírání. Před útokem goa'ulda Anubise na Zemi byl odvolán z funkce a převelen do Pentagonu. Na jeho místo nastoupila doktorka Dr. Elizabeth Weirová. Ta se později přidala k expedici Atlantis a SGC začal velet generál Jack O'Neill.

## Konec v SG1
Definitivní Hammondův konec v pozici velitele SGC znamenal až příchod Dr. Weirové. Ta sice nevelela dlouho, avšak poté co opustila projekt, na její pozici byl dosazen čerstvě povýšený brigádní generál Jack O'Neill. Hammond měl odejít do důchodu, avšak bylo mu svěřeno velení obrany Země před Anubisovým útokem. Později se stal velitelem Prométhea při letu na Atlantis, avšak kvůli incidentu při cestě se vrátil zpět na Zemi. Generál Hammond zemřel na infarkt (mimo scénu). Na jeho počest byla loď USS Phoenix přejmenována na USS George Hammond.